# Parti égyptien libéral
Le Parti égyptien libéral (autrefois appelé La Mère Égypte) (en arabe : الحزب المصري الليبرالي) est un parti politique séculier égyptien.
Ce parti est fondé sur les bases des tentatives politiques précédentes des activistes anti-coloniaux du début du XXe siècle pour affirmer l'identité égyptienne. Ces tentatives avaient pour fondement l'indépendance nationale envers les Britanniques et les Ottomans ainsi que la formalisation de la langue locale, la vernaculaire Masri.
Le parti plaide également pour un dépassement des différences religieuses, pour assurer la coexistence nationale, ainsi que pour la laïcité dans le monde politique et dans celui des affaires.